# Norauea (Marakei)
Norauea ist ein Ort mit einer Landfläche von 9 Hektar auf dem Marakei-Atoll in den zum Inselstaat Kiribati gehörenden Gilbertinseln im Pazifischen Ozean. 2020 hatte der Ort 403 Einwohner.

## Geographie
Norauea liegt im Osten des Atolls Marakei am östlichen Lagunenzugang (Reweta Pass). Weiter nördlich befindet sich Tekuanga, im Süden verbindet die den Reweta Pass überquerende Nei-Tangangau-Brücke Norauea mit Bwainuna. Im Ort gibt es ein traditionelles Versammlungshaus (Norauea Maneaba).

## Klima
Das Klima ist tropisch heiß, wird jedoch von ständig wehenden Winden gemäßigt. Ebenso wie die anderen Orte des Marakei-Atolls wird Norauea gelegentlich von Zyklonen heimgesucht.